# ミッドライフタワー
ミッドライフタワー青森駅前（ミッドライフタワーあおもりえきまえ）は、青森県青森市新町1丁目（青森駅東口前）に立地する17階の複合施設である。青森駅前再開発によって建設され、隣接するアウガとともに青森市のコンパクトシティ構想のモデルとなっている。

## 概要
総事業費約五十億円をかけて青森駅前第一地区市街地再開発組合が施行主体となり、国や青森県、青森市から補助金を受け建設した。建設は西松建設が担当。
ビルの中心は高齢者対応型マンションとなっており、1階には「活彩市場・ぴあ」、レストラン「フィッシュ・オア・ミート」、「大黒（だいこく）寿司」、レオパレス21が出店している。また2階から4階に「ミッドライフクリニックAMC」（2階にはクリニックや訪問介護ステーション、3階から4階にはケアハウス）が入居しており、高齢社会に対応できるマンションである。「活彩市場・ぴあ」内のトイレの案内板には、日本語の他に英語・韓国語の表記があり、外国人観光者の対応もなされている。
増え続ける除雪費や高齢社会への対応を中心とした青森市のコンパクトシティの構想に基づいて開発され、高齢者に負担となる雪かきをする必要がなく、自動車を運転しなくても徒歩または自転車で買い物に行けるような環境が整っており、まちづくり学においてコンパクトシティの事例として挙げられることが多い。

## 住民の利点
- 高齢者にとって重労働である「雪かき」をしないで済む。
- 市街地にあるため、ショッピングが便利にできる。
- 鉄道やバスなどの交通手段が揃っている。

このような利点が青森市街のマンションの利点であり、ミッドライフタワーにはさらに次のような利点がある。
- 診療所が備わっているため、わざわざ遠くの診療所へ行く必要がない。
- エレベーターを降りてすぐ「アウガ･新鮮市場」があるため、より買い物がスムーズにできる。
- 高齢者が住みやすいような設備が完備されているため、安心したセカンドライフを送ることができる。

## 沿革
- 2004年（平成16年）5月 - 建設工事開始。
- 2006年（平成18年）
  - 1月25日 - 完成。
  - 1月26日 - 「活彩市場・ぴあ」オープン。
- 2009年（平成21年）10月31日 - レストランのプロントが撤退。

## 周辺
- 青森駅
  - 駅ビル・ラビナ
- アウガ
- 青森市民ホール
- 青森駅前郵便局
- 青森駅前交番
- 青森ウォーターフロント